# Änglahund (film)
Änglahund (engelska: All Dogs go to Heaven) är en amerikansk animerad långfilm i regi av Don Bluth som hade biopremiär i USA den 17 november 1989.

## Handling
Filmen utspelar sig 1939 i New Orleans och handlar om schäferhunden Charlie B. Barkin som äger ett kasino tillsammans med en bulldogg vid namn Carface Caruso. Denne börjar dock bli girig och bestämmer sig för att mörda Charlie för att få hela intäkterna från kasinot själv.
Carface arrangerar Charlies död och Charlie hamnar i himlen, där han träffar en ängel som välkomnar honom. Ängeln visar Charlie en klocka och säger att den representerar hans liv och att den nu har stannat. Men Charlie, som tycker att han har dött för tidigt, stjäl klockan och skruvar tillbaka den så att han kan återvända till Jorden. Ängeln ropar efter honom att om han en gång lämnat himlen så kan han aldrig komma tillbaka.
Tillbaka i livet letar Charlie upp sin vän Itchy, som är en tax, och de två börjar planera för att hämnas på Carface. Kort därefter hittar de en liten människoflicka vid namn Anne-Marie i en hemlig källare i kasinot. Flickan visar sig vara föräldralös och inlåst i källaren mot sin vilja, eftersom hon har förmågan att kunna tala med djur, något som Carface utnyttjar för att få reda på vilka djur som kommer att vinna i olika tävlingar. Charlie och Itchy räddar henne, men Charlies motiv för detta är att han tänker göra samma sak med henne som Carface gjorde. Men efter ett tag så börjar han tycka mer och mer om henne och ångrar sig.
Men Carface vill ha tillbaka flickan och till slut kidnappar han henne när Charlie och Itchy är borta och tar med henne tillbaka till kasinot. Charlie försöker rädda henne, men inser till slut att han gått i en fälla och att Carface vill döda honom igen. Charlie börjar slåss med Carface och de båda faller ner i en stor vattentank. Där blir Carface uppäten av en gigantiskt alligator, medan Charlie räddar Anne-Marie till priset av sitt eget liv då klockan som representerar hans liv vattenfylls och därför stannar igen.
När Anne-Marie ska sova på kvällen kommer Charlies ande, eskorterad av en demon, och ska säga farväl till henne. Men då kommer ängeln som Charlie mötte i himlen flygande och säger att då Charlie offrade sitt liv för att rädda flickan så ska han få en andra chans i himlen.

## Rollista i urval
| Roll         | Originalröst          | Svensk röst            |
| ------------ | --------------------- | ---------------------- |
| Charlie      | Burt Reynolds         | Lars-Erik Berenett     |
| Itchy        | Dom DeLuise           | Magnus Ehrner          |
| Anne-Marie   | Judith Barsi (tal)    | Robin Carlsson (tal)   |
| Anne-Marie   | Lana Beeson (sång)    | Lizette Pålsson (sång) |
| Carface      | Vic Tayback           | Rolf Skoglund          |
| Killer       | Charles Nelson Reilly | Johan Ulveson          |
| Änglahunden  | Melba Moore           | Lena Willemark         |
| Vera         | Candy Devine          |                        |
| Harold       | Rob Fuller            | Ulf Eklund             |
| Kate         | Earleen Carey         | Gunnel Fred            |
| Flo          | Loni Anderson         | Annelie Martini        |
| Kung Gator   | Ken Page              | Per Eggers             |
| Kommentatorn | Daryl Gilley          | Steve Kratz            |

## Musik
Filmen innehåller ett flertal sånger och musikstycken, de flesta i jazzstil från 1930-talet. Kung Gators sångnummer "Let's make music together" är även en parodi på Esther Williams filmernas vattendansnummer. Låttexterna är skrivna av Charlie Strouse och T.J. Kuenster, och är komponerade av Ralph Burns.

### Sånger
- "You can't keep a good dog down" (En strong gammal hund står pall) - Framförd av Burt Reynolds och Dom DeLuis, resp. Lars-Erik Berenett och Magnus Ehrner.
- "Let me be surprised" (Lev och grip var chans) - Framförd av Burt Reynolds och Melba Moore, resp. Lars-Erik Berenett och Lena Willemark.
- "What's mine is yours" (Allt mitt är ert) - Framförd av Burt Reynolds, resp. Lars-Erik Berenett.
- "Soon you will come home" (Kom och ta mig med) - Framförd av Lana Beeson, resp. Lizette Pålsson.
- "Let's make music together" (Vi ska jamma tillsammans) - Framförd av Ken Page och Burt Reynolds, resp. Per Eggers och Lars-Erik Berenett.
- "Halleluja" - Framförd av Candy Devine.

## Uppföljare
Filmen gick inte särskilt bra på bio i USA, men den blev en stor kommersiell succé på köpvideo och det gjordes därför en direkt-till-video uppföljare 1996, Änglahund 2, som Don Bluth inte var delaktig i. Det gjordes efter detta en Änglahund som är baserad på den andra filmen, och en jul-TV-film.